# Joazhiño Arroé
Joazinho Waldhir Arroé Salcedo (Lima, 5 de junio de 1992) es un futbolista peruano. Juega como mediocentro ofensivo y su equipo actual es Deportivo Coopsol de la Liga 2 del Perú.

## Trayectoria

### Formación y debut como profesional
Se inició en las divisiones menores de Sporting Cristal. Desde muy joven destacó en las categorías inferiores, jugando como medio centro ofensivo y delantero, anotando varios goles y realizando jugadas de fantasía, lo que valió para ser observado por scouts del extranjero, así como a ser considerado como pieza fundamental de las selecciones juveniles de su categoría.
En junio de 2007, tras pasar varias pruebas en  clubes como el Real Madrid, la Roma, y en el Nápoles, guiado por Fabian Soldini, conocido por mediar en el traspaso de Lionel Messi al Barcelona, fue fichado con 12 años por el Siena de Italia, donde permaneció en las categorías juveniles Sub-15, Sub-17 y Sub-19, disputando partidos del Campeonato Primavera Girone (campeonato juvenil), siendo invitado a participar de los entrenamientos con el primer equipo en varias oportunidades debido al buen desempeño mostrado en los torneos donde participó. 
Realizó la pretemporada 2009-2010 con el primer equipo, llegando a debutar profesionalmente el 12 de noviembre de 2009 en un partido de la Copa Italia ante el Grosseto. El encuentro finalizó con victoria para su equipo y Arroé ingresó en los minutos finales. Su segundo y último partido con el Siena, lo jugó el 23 de mayo de 2011, cuando ingresó en el minuto 80 en la victoria por 5 a 0 sobre el Varese, encuentro válido por la Serie B.
A finales de la temporada 2010-2011, luego de haber representado a Perú en los torneos sudamericanos Sub-17 y Sub-20 de su categoría y no haber obtenido buenos resultados a nivel individual ni a nivel colectivo, decide escuchar ofertas de otros clubes para poder tener mayor continuidad.

### Alianza Lima
El 29 de agosto de 2011, con la finalidad de tener mayor continuidad, fue cedido a préstamo al Alianza Lima, por un año, hasta el final de la temporada 2011-2012.
En la temporada 2011, fue dirigido por el argentino Gustavo Costas y bajo su dirección redondeó un buen semestre con casaquilla blanquiazul, llegando a disputar los play-off para definir al campeón nacional de ese año. En el primer play-off, incluso anotó un gol, batiendo a Diego Penny en la victoria de 2 a 1 sobre el Juan Aurich en la ciudad de Chiclayo. Sin embargo, a pesar de esa victoria, el equipo íntimo terminó perdiendo la final, obteniendo el subcampeonato del Campeonato Descentralizado 2011.
Alianza Lima clasificó como subcampeón a la Copa Libertadores 2012, donde le tocó compartir grupo con Libertad, Vasco da Gama y Nacional, Arroé disputó 5 partidos de la fase de grupos, anotando 1 gol, en la derrota de 4-1 de visita frente a Libertad en Paraguay. Lamentablemente el club victoriano quedó eliminado en primera fase.
Al finalizarse el préstamo de un año, Alianza Lima tuvo intenciones de extenderlo, pero por diferencias económicas no se pudo concretar, por lo que el hábil volante volvió a Italia para iniciar los trabajos de cara al inicio de la temporada europea 2012-2013. Cerró su etapa con el equipo blanquiazul, anotando 3 goles en 20 partidos disputados. 

### Sporting Cristal
Al retornar al Siena fue dado a préstamo al Sporting Braga de Portugal donde no tuvo minutos de juego dada una lesión que sufrió a su llegada.
Tras rescindir contrato con el Siena, recibió la propuesta de varios equipos que disputarían el Campeonato Descentralizado Peruano del año 2013, destacando la propuesta deportiva de Sporting Cristal, club que lo formó durante su etapa como juvenil y que venía de coronarse campeón en el año 2012, por lo que participaría de la Copa Libertadores 2013.
Luego de una demora en la llegada de su carta pase desde Italia, arregló por tres temporadas con Sporting Cristal, uniéndose rápidamente a los entrenamientos de cara al inicio de la temporada 2013. 
En su presentación, rápidamente generó expectativa en los hinchas rimenses al declarar lo siguiente: "He regresado a mi casa, el club del cual soy hincha desde muy pequeño. Tan solo ofrezco mi mayor esfuerzo para conseguir el bicampeonato y hacer una buena Libertadores con Cristal".
Durante la temporada 2013, jugó en 16 oportunidades y anotó 5 goles, además participó en 4 encuentros de Copa Libertadores. Sin embargo, el 15 de septiembre de 2013, atravesó uno de los momentos más difíciles de su carrera al sufrir una fuerte lesión en el encuentro contra Pacífico, donde había anotado 1 gol, pero una fuerte entrada del defensa Frank Rojas lo sacó del partido.
Se le diagnosticó una doble fractura de tibia y peroné, lo que lo dejaría fuera del fútbol profesional por más de un año. Asimismo, declaró a varios medios que iniciaría acciones legales contra el defensor, situación que materializó mediante una denuncia ante la Fiscalía de Lima por el delito de lesiones graves.
Tras recuperarse de la grave lesión, que incluso lo hizo contemplar el retiro definitivo del fútbol profesional, en el año 2015 reapareció jugando en las reservas de Sporting Cristal, para luego jugar varios partidos de la Copa Inca, el Campeonato Descentralizado e incluso la Copa Libertadores 2015, bajo la dirección técnica del argentino Daniel Ahmed.
En su última etapa como jugador rimense, anotó 1 gol en 13 partidos jugados y obtuvo el 2° lugar de la temporada 2015, tras perder la final contra el  F. B. C. Melgar.

### Universidad San Martín de Porres
En el 2016 ficha por la Universidad San Martín de Porres, por pedido expreso del técnico peruano José Guillermo del Solar, que requería un medio centro ofensivo joven, para su proyecto en tienda santa.
Pese a que el equipo santo había sido protagonista del torneo peruano en los últimos años, obteniendo los campeonatos del 2007, 2008 y 2010, para el 2016 decidió armar un plantel joven que tuviera como consigna ser animador del torneo y plasmar una idea de juego atrevida.
Debutó en la derrota de 1 a 0 ante el Juan Aurich, convirtiéndose en un cambio dentro del esquema de Del Solar. Terminó la temporada completando 9 de 44 encuentros, saldo que reflejó un año irregular en lo personal.

### Real Garcilaso
En el 2017 ficha por los cusqueños. Debutó con el cuadro celeste en la victoria de visita por 4 a 2 sobre el Comerciantes Unidos de Cutervo.
Con la camiseta cusqueña realizó buenas actuaciones, destacando su gol ante Universitario, que fue nominado a uno de los mejores goles de ese año. Cerró su participación con el Real Garcilaso, terminando en el 2° lugar del acumulado y clasificando a la próxima Copa Libertadores 2018. En total jugó 35 partidos con casaquilla celeste y anotó en 9 oportunidades.

### Sport Boys
El 5 de enero de 2018, el Sport Boys anuncia su fichaje para toda la temporada 2018. Su llegada al equipo chalaco generó bastante expectativa, pues venían armando un plantel importante, con la finalidad de pelear los primeros puestos del torneo en su regreso a la Primera División. Su llegada se anunció tras la incorporación del delantero panameño Luis Tejada. Se le otorgó la dorsal #19 para la temporada.
Tiene una temporada con altibajos, pues a pesar de la gran expectativa y un rendimiento individual bastante aceptable, los resultados colectivos no se terminaban de dar, comenzando a colocarse al equipo rosado como uno de los candidatos a descender ese año.
Asimismo, se ve envuelto en polémica al difundirse un vídeo donde se observa al volante, al defensa Manuel Contreras y a un tercer jugador del plantel, realizando bromas con el histórico utilero del equipo Ricardo "Agüita" Luna. Esto generó la crítica de la afición chalaca, pues interpretaron las imágenes como una falta de respeto y abuso al utilero de 82 años. Tras la lluvia de críticas, el volante pidió disculpas, alegando que nunca hubo intención de faltarle el respeto al querido trabajador del club. 
Superados estos hechos, tras jugar 32 partidos y anotar 4 goles, logra salvar la categoría dramáticamente con el Sport Boys. 

### Alianza Lima
El 24 de diciembre del 2018, se anuncia su fichaje por el Alianza Lima por los próximos dos años para reforzar la volante y disputar la Copa Libertadores del año 2019 por pedido expreso el entrenador uruguayo Pablo Bengoechea.
Sin embargo, el uruguayo deja el equipo por temas personales, siendo contratado el argentino Miguel Ángel Russo, generando mucha expectativa en la afición y en los medios. Bajo las órdenes de Russo, debuta en la primera fecha del Apertura en la victoria por 3 a 0 ante Sport Boys entrando en el minuto 83 por Kevin Quevedo con la dorsal #10. Lamentablemente, los resultados no acompañaron al entrenador argentino, quien deja el equipo y es reemplazado por la dupla técnica conformada por Víctor Reyes y Jaime Duarte, quienes consiguen buenos resultados.
El 26 de mayo de 2019 se confirma el regreso de Pablo Bengoechea al club, quien rápidamente le da la confianza a Arroé, volviéndose habitual titular. Culminó la temporada al mando del mago con 4 goles y siendo subcampeón de la liga. 
Inicia la temporada 2020 con muchas expectativas, pues el club íntimo había conformado una plantilla muy costosa con jugadores como Alberto Rodríguez, Josepmir Ballón, Jean Deza, Carlos Ascues, Beto da Silva, Alexi Gómez, entre otros. Lamentablemente, para los intereses del equipo victoriano, los resultados no acompañaron al equipo, motivando la renuncia del uruguayo Pablo Bengoechea. Tras su partida y en medio de la pandemia por el COVID-19, llegó al equipo el chileno Mario Salas, quien inicialmente le dio la confianza Arroé como conductor del equipo.
Tras muchos malos resultados se sustituyó al técnico chileno por el argentino Daniel Ahmed, con quien Arroé revivió viejas rencillas, siendo separado del primer equipo tras ausentarse de un entrenamiento en protesta por haber sido relegado del equipo titular. Sin embargo, la fecha siguiente, en medio de la crisis deportiva por los malos resultados del equipo se habrían limado asperezas entre el 10 y el entrenador.

### Sport Huancayo
A inicios del 2021, tras un terrible año con Alianza Lima y afrontando muchas críticas en lo persona, ficharía por el Club Sport Huancayo para disputar la Primera División del Perú y Copa Sudamericana disputaría 16 partidos y anotaría 1 gol y 1 asistencia.
Con este club no llegó a consolidarse como titular, como si lo había hecho en otros equipos, aparentemente todavía afectado por su terrible año 2020.

### Carlos Manucci
Luego de terminar contrato con el Club Sport Huancayo ficharía por el Club Carlos A. Mannucci.
En el 2024 se salvó del descenso en la penúltima fecha, logrando mantener al Club San Martin en la Liga 2. Anotó 3 goles en 17 partidos.

## Selección Peruana
Fue convocado para jugar en la selección de fútbol sub-20 de Perú en el campeonato Sudamericano de Fútbol Sub-20 de 2011 realizado en Perú, donde  la blanquirroja quedó en primera fase.
En 2019 fue contactado por la Selección de fútbol de Bolivia para una posible convocatoria, pero Arroé descartó totalmente esa posibilidad debido a que no tiene ninguna ascendencia boliviana. El error fue debido a una alteración del artículo de Wikipedia del futbolista. Luego de conocerse esta noticia, muchos hinchas altiplánicos consideraron de "papelón" este hecho.

## Estadísticas
Actualizado al último partido disputado el 8 de octubre de 2023.
| Club                        | Temporada     | Liga  | Liga  | Liga   | Copas nacionales | Copas nacionales | Copas nacionales | Copas internacionales | Copas internacionales | Copas internacionales | Total | Total | Total  |
| Club                        | Temporada     | Part. | Goles | Asist. | Part.            | Goles            | Asist.           | Part.                 | Goles                 | Asist.                | Part. | Goles | Asist. |
| --------------------------- | ------------- | ----- | ----- | ------ | ---------------- | ---------------- | ---------------- | --------------------- | --------------------- | --------------------- | ----- | ----- | ------ |
| Siena · Italia              | 2009-10       | 0     | 0     | 0      | 1                | 0                | 0                | —                     | —                     | —                     | 1     | 0     | 0      |
| Siena · Italia              | 2010-11       | 1     | 0     | 0      | —                | —                | —                | —                     | —                     | —                     | 1     | 0     | 0      |
| Siena · Italia              | Total club    | 1     | 0     | 0      | 1                | 0                | 0                | 0                     | 0                     | 0                     | 2     | 0     | 0      |
| Alianza Lima · Perú         | 2011          | 8     | 2     | 0      | —                | —                | —                | —                     | —                     | —                     | 8     | 2     | 0      |
| Alianza Lima · Perú         | 2012          | 16    | 1     | 0      | —                | —                | —                | 5                     | 1                     | 1                     | 21    | 2     | 1      |
| Alianza Lima · Perú         | 2019          | 29    | 4     | 8      | 3                | 0                | 0                | 5                     | 0                     | 1                     | 37    | 4     | 9      |
| Alianza Lima · Perú         | 2020          | 17    | 4     | 0      | —                | —                | —                | 6                     | 2                     | 1                     | 23    | 6     | 1      |
| Alianza Lima · Perú         | Total club    | 70    | 11    | 8      | 3                | 0                | 0                | 16                    | 3                     | 3                     | 89    | 14    | 11     |
| Sporting Cristal · Perú     | 2013          | 16    | 5     | 1      | —                | —                | —                | 4                     | 0                     | 0                     | 20    | 5     | 1      |
| Sporting Cristal · Perú     | 2015          | 12    | 1     | 1      | 0                | 0                | 0                | 1                     | 0                     | 0                     | 13    | 1     | 2      |
| Sporting Cristal · Perú     | Total club    | 28    | 6     | 2      | 0                | 0                | 0                | 5                     | 0                     | 0                     | 33    | 6     | 2      |
| San Martín · Perú           | 2016          | 9     | 0     | 0      | —                | —                | —                | —                     | —                     | —                     | 9     | 0     | 0      |
| San Martín · Perú           | Total club    | 9     | 0     | 0      | 0                | 0                | 0                | 0                     | 0                     | 0                     | 9     | 0     | 0      |
| Real Garcilaso · Perú       | 2017          | 35    | 9     | 1      | —                | —                | —                | —                     | —                     | —                     | 35    | 9     | 1      |
| Real Garcilaso · Perú       | Total club    | 35    | 9     | 1      | 0                | 0                | 0                | 0                     | 0                     | 0                     | 35    | 9     | 1      |
| Sport Boys · Perú           | 2018          | 32    | 4     | 3      | —                | —                | —                | —                     | —                     | —                     | 32    | 4     | 3      |
| Sport Boys · Perú           | Total club    | 32    | 4     | 3      | 0                | 0                | 0                | 0                     | 0                     | 0                     | 32    | 4     | 3      |
| Sport Huancayo · Perú       | 2021          | 11    | 0     | 1      | 0                | 0                | 0                | 5                     | 1                     | 0                     | 16    | 1     | 1      |
| Sport Huancayo · Perú       | Total club    | 11    | 0     | 1      | 0                | 0                | 0                | 5                     | 1                     | 0                     | 16    | 1     | 1      |
| Carlos A. Mannucci · Perú   | 2022          | 30    | 0     | 1      | 0                | 0                | 0                | —                     | —                     | —                     | 30    | 0     | 1      |
| Carlos A. Mannucci · Perú   | Total club    | 30    | 0     | 1      | 0                | 0                | 0                | 0                     | 0                     | 0                     | 30    | 0     | 1      |
| C. D. Unión Comercio · Perú | 2023          | 16    | 0     | 1      | 0                | 0                | 0                | —                     | —                     | —                     | 16    | 0     | 1      |
| C. D. Unión Comercio · Perú | Total club    | 16    | 0     | 1      | 0                | 0                | 0                | 0                     | 0                     | 0                     | 16    | 0     | 1      |
| Total carrera               | Total carrera | 232   | 30    | 17     | 4                | 0                | 0                | 26                    | 4                     | 3                     | 262   | 34    | 20     |

## Palmarés

### Campeonatos nacionales
| Título                    | Club             | País | Año  |
| ------------------------- | ---------------- | ---- | ---- |
| Primera División del Perú | Sporting Cristal | Perú | 2014 |

### Torneos cortos
| Título          | Club             | País | Año  |
| --------------- | ---------------- | ---- | ---- |
| Torneo Clausura | Sporting Cristal | Perú | 2014 |
| Torneo Apertura | Sporting Cristal | Perú | 2015 |
| Torneo Clausura | Alianza Lima     | Perú | 2019 |

### Distinciones individuales
| Distinción                                | Año  |
| ----------------------------------------- | ---- |
| Nominado a mejor gol del año de la Liga 1 | 2020 |